# Ribes takare
Ribes takare är en ripsväxtart som beskrevs av David Don. Ribes takare ingår i släktet ripsar, och familjen ripsväxter.

## Underarter
Arten delas in i följande underarter:
- R. t. hirsutum
- R. t. desmocarpum